# Pontoosuc
Pontoosuc é uma vila localizada no estado americano de Illinois, no Condado de Hancock.

## Demografia
Segundo o censo americano de 2000, a sua população era de 171 habitantes.
Em 2006, foi estimada uma população de 163, um decréscimo de 8 (-4.7%).

## Geografia
De acordo com o United States Census Bureau tem uma área de
5,3 km², dos quais 3,6 km² cobertos por terra e 1,7 km² cobertos por água.

## Localidades na vizinhança
O diagrama seguinte representa as localidades num raio de 20 km ao redor de Pontoosuc.